# ジャン・ユレ
ジャン・ユレ（Jean Huré, 1877年9月17日 ロワール県 ジアン – †1930年1月27日 パリ）はフランスの作曲家・ピアニスト・オルガニスト・音楽評論家・音楽理論家。

## 略歴
12歳から演奏家として活動し、17歳で処女作を手懸けた。ピアニストとしては有能なヴィルトゥオーゾであり、ヨーロッパ全土で演奏旅行に取り組んでかなりの成功を収めた。また、ノートルダム＝デ＝ブランク＝マントー教会やサン＝マルタン＝デ＝シャン教会、サン＝セヴラン教会のオルガニストを歴任し、1926年にウジェーヌ・ジグーの後継としてサントギュスタン教会に就職した。作曲家としては、室内楽曲のほかに声楽曲や付随音楽、多数のオルガン曲を手懸けた。
1924年に雑誌『オルガンとオルガニスト（フランス語: L’Orgue et les organistes）』を創刊してその編集長となり、ピアノやオルガンの演奏技巧について数々の手引きを出版した。
作曲家としては1910年に悲劇《大聖堂》 を作曲し、その第三幕で12の音をすべて使う和音を用いたことによって知られている。

## 主要作品

### 舞台音楽
- 悲劇《大聖堂》 （La cathédrale, élégie théâtrale） （1910年, 未出版の自筆譜）
- バレエ音楽《聖なる森》 （Au bois sacré, ballet） （1921年, 初演:オペラ=コミック座）

### 管弦楽曲
- ヴァイオリン（またはチェロ）と管弦楽のための《エール》 （Air pour violon ou violoncelle et orchestre） （1902年）
- ピアノと管弦楽のための《夜想曲》 （Nocturne pour piano et orchestre） （1903年）
- 交響的前奏曲 （Prélude symphonique）
- 交響曲第1番 （Symphonie no 1） （1896年, 未出版の自筆譜）
- 交響曲第2番 （Symphonie no 2） （1897年, 未出版の自筆譜）
- 交響曲第3番 （Symphonie no 3） （1903年, 未出版の自筆譜）
- ヴァイオリン協奏曲 （Concerto pour violon et orchestre, 未出版の自筆譜）
- サックスと管弦楽のための《協奏的小品》 （Concerstuck pour saxophone et orchestre）

### 宗教曲
- 2声とオルガンのための《テ・デウム》 （Te Deum pour soprano, 2 voix et orgue） （1907年）
- 女声二部合唱のための《アヴェ・マリア》 （Ave Maria pour 2 voix de femmes） （1924年）

### 声楽曲
- ブルターニュの7つの唄 （Sept chansons de Bretagne pour piano et chant） （1910年）
- 無伴奏四部合唱曲《地獄に落ちた心のごとく》 （L'âme en peine pour 4 voix seules） （1925年）
- 声楽とピアノのための《3つの歌曲》 （3 Mélodies pour chant et piano） （1925年）
- 声楽とピアノのための《4つの詩》 （4 Poèmes pour chant et piano） （1929年）
- 声楽とピアノのための《4通の女性の手紙》 （Quatre lettres de femmes pour chant et piano） （1929年）
- モノディ様式による3つのシャンソン （Trois chansons monodiques pour voix seule） （1930年）

### 室内楽曲
- ピアノ五重奏曲 （Quintette pour piano et quatuor à cordes） （1913年）
- 弦楽四重奏曲第1番 （Quatuor à cordes no 1） （1917年）
- 弦楽四重奏曲第2番 （Quatuor à cordes no 2） （1921年）
- ピアノ（またはハープ）三重奏のための《ブルターニュの唄による組曲》 （Suite sur des chants bretons pour violon, violoncelle, piano ou harpe） （1913年）
- ピアノ三重奏によるセレナード （Sérénade en trio pour piano, violon, violoncelle） （1920年）
- チェロとピアノ（またはオルガン）伴奏のための《エール》 （Air pour violoncelle et piano ou orgue） （1901年）
- チェロ（またはヴィオラ）とピアノのための《小唄》 （Petite chanson pour violoncelle ou alto et piano） (1901年)
- チェロ・ソナタ第1番 嬰ヘ短調 （Sonate pour violoncelle et piano no 1 en fa dièse mineur） (1907年)
- チェロ・ソナタ第2番 ヘ長調 （Sonate pour violoncelle et piano no 2 en fa majeur） (1913年)
- チェロ・ソナタ第3番 嬰ヘ長調 （Sonate pour violoncelle et piano no 3 en fa dièse majeur）（1920年）
- ヴァイオリンとピアノのためのソナチネ （Sonatine pour violon et piano） (1909年)
- ヴァイオリン・ソナタ （Sonate pour violon et piano） （1920年）

### ピアノ曲
- 子供の詩 （Poèmes enfantins pour piano） (1906年)
- ピアノ・ソナタ（またはクロマティック・ハープのためのソナタ）第1番 嬰ヘ短調 （1ère Sonate pour piano ou harpe chromatique en fa mineur） （1920年）

### オルガン曲
- オルガン（またはハルモニウムのための）《奉挙の間奏曲》（『現代オルガン曲集 第1巻』）（Interlude-Élévation pour orgue ou harmonium (in J. Joubert, Les Maîtres Contemporains de l'Orgue, vol. 1)） （ジュベール社、1911年）
- 《クリスマスの夜中のミサの聖体拝領のために （Pour la Communion d'une Messe de minuit à Noël）》（『現代オルガン曲集 第8巻』） (in J. Joubert, Les Maîtres Contemporains de l'Orgue, vol. 8)） （ジュベール社、1914年）
- 教皇ミサのための前奏曲 （Prélude pour une messe pontificale） （1915年）

### 著作
- 『単旋律の民謡による習作とブルターニュの歌と踊り（Chansons et danses bretonnes précédées d'une étude sur la monodie populaire）』  （アンジェ、1902年）
- 『音楽の筋道（Dogmes musicaux）』  （「ル・モンド・ミュジカル」誌、パリ、1909年）
- 『ピアノの技巧 （Technique du piano）』 （パリ、1909年）
- 『ピアノの技巧・序論 （Introduction à la technique du piano）』 （パリ、1910年）
- 『フランス音楽の擁護と解説 （Défense et illustration de la musique française）』 （アンジェ、1915年）
- 『オルガンの技巧（La technique de l'orgue）』  （パリ、1918年）
- 『オルガンの美学 （L'Esthétique de l'orgue）』（セナール社、パリ、1923年）
- 『音楽家・聖アウグスティヌス （Saint Augustin musicien）』 （パリ、1924年）